# Marco Avellaneda
Marco Avellaneda (Miramar, 16 de fevereiro de 1955) é um matemático e consultor financeiro argentino. é atualmente diretor da Divisão de Matemática Financeira do Instituto Courant de Ciências Matemáticas da Universidade de Nova Iorque.
Foi palestrante convidado do Congresso Internacional de Matemáticos em Zurique (1994) e em Berlim (1998).

## Biografia
Bisneto do mais jovem presidente da Argentina Nicolás Avellaneda, a quem foi creditado ser responsável por um período de paz, produção econômica significativa e exportações no final do século XIX. Passou seus anos de formação universitária no Rio de Janeiro, Buenos Aires e Paris. Avellaneda estudou na Universidade de Buenos Aires de 1977 a 1981. Foi para os Estados Unidos em 1981, obtendo um doutorado em matemática na Universidade de Minnesota em 1985, orientado por Naresh Chandra Jain, com a tese Large Deviation Estimates and the Homological Behavior of Brownian Motion on Manifolds.
Casou com a psicoterapeuta Cassandra Richmond e mora em Nova Iorque.